# Chapelle Saint-Don
La chapelle Saint-Don est une chapelle romane située à Riom dans le quartier Saint-Don, à qui elle donne son nom.

## Présentation
L'occupation du site à l'époque mérovingienne est également attestée par des découvertes archéologiques notamment des pièces de monnaie. Des fouilles de l'INRAP faites à proximité de la chapelle ont mis au jour les vestiges d'un village carolingien.
L'église rurale de Cerers, dans le territoire de la paroisse de Riom, est d'abord possession du diocèse d'Auvergne avant qu'Aimeric, évêque de Clermont, en fasse don à l'abbaye de Saint-Amable, en 1146, qui en devient alors une dépendance. L'historien Edmond Morand a assimilé l'église rurale de Cerers à la chapelle Saint-Don.
La chapelle date des XIe et XIIe siècles. Elle a été remaniée au cours  du XVIIe siècle. 
En 1792, les révolutionnaires souhaitent détruire la chapelle mais aucune réponse ne leur est fournie par la municipalité. La chapelle est vendue comme bien national. Elle est donnée à l'église Saint-Amable par le testament du 29 mars 1868 de François-René Archon-Despérouses. Le 14 février 1872 , la chapelle Saint-Don est admise comme chapelle de secours de l'église Saint-Amable.

## Protection
La chapelle a été classée au titre des monuments historiques le 7 décembre 1914.